# Tim Maia em Inglês
Tim Maia é o oitavo álbum de estúdio do cantor e compositor brasileiro Tim Maia, lançado no final de 1976 pela Seroma, gravadora independente de Tim Maia. As gravações foram realizadas no início de 1976 nos estúdios Somil, no Rio de Janeiro, entretanto, o álbum só seria prensado na fábrica da Tapecar no final do ano, após Tim conseguir dinheiro pelo lançamento de seu disco daquele ano pela gravadora Phonogram, através do selo Polydor. O álbum foi ignorado pela crítica e, vendido de modo amador pelo cantor carioca, não obteve grande vendagem.

## Antecedentes
Após desencantar-se com a seita Cultura Racional, em setembro de 1975, Tim passou o final daquele ano vivendo a vida desregrada que não pode no resto do ano, devido aos preceitos daquela filosofia de vida. Além disso, voltou a fazer shows com seu repertório antigo. Entretanto, a falta de dinheiro havia levado o cantor carioca a empenhar diversos instrumentos para comer e pagar as contas. Assim, no começo do ano seguinte, Tim resolveu voltar ao trabalho musical e gravar um novo disco por sua gravadora independente, a Seroma.

## Gravação e produção
Com o período de pindaíba, sua banda estava reduzida a quatro membros: Paulinho Guitarra, na guitarra elétrica; Dom Pi, nos teclados; Carlinhos Simões, no baixo elétrico; e o próprio Tim Maia, na bateria. Quando aparecia um show, Tim chamava Paulinho Braga para substituí-lo nas baquetas. Com essa banda, Tim alugou tempo nos Estúdios Somil, em Botafogo, e registrou um apanhado de canções totalmente em inglês que havia composto ao longo dos anos. A capa do disco foi feita a partir de uma foto tirada pelo seu guitarrista e enviada para que uma gráfica fizesse o trabaho. O dinheiro acabou antes da prensagem do vinil, assim, durante o ano todo, Tim ficou apenas com as capas do álbum. Só no final do ano, com o recebimento de dinheiro pela gravação e lançamento de seu disco daquele ano pela gravadora Phonogram, através do selo Polydor, é que o cantor carioca conseguiu o dinheiro para a prensagem do álbum, que foi feito na fábrica da Tapecar, em Bonsucesso.

## Lançamento e relançamentos
| Região | Data | Formato      | Gravadora           |
| ------ | ---- | ------------ | ------------------- |
| Brasil | 1976 | LP           | Seroma              |
| Brasil | 1988 | Fita Cassete | Warner Music Brasil |
| Brasil | 1995 | CD           | Warner Music Brasil |
| Brasil | 2011 | CD           | Abril Coleções      |

O álbum foi lançado no final de 1976, de forma amadora, com Tim, os músicos e amigos distribuindo cópias para as rádios e para a imprensa, além de venda realizada durante os shows. Entretanto, tanto as rádios quanto a imprensa ignoraram o disco. Ainda assim, Tim continuou vendendo o disco durante todo o ano de 1977. Apenas quando o cantor carioca conseguiu um contrato para lançar seu próximo disco pela Warner Music Brasil, as muitas cópias que ele tinha deste disco foram guardadas em um quarto e Tim deu a carreira do álbum por terminada. O álbum foi objeto de diversas reedições ao longo dos anos, tanto em fita cassete como em CD.

## Faixas
| Lado A |                           |                                       |         |  |
| N.º    | Título                    | Compositor(es)                        | Duração |  |
| 1.     | "With no One else Around" | Tim Maia                              | 3:39    |  |
| 2.     | "I Love You, Girl"        | Tim Maia / Dom Pi / Paulinho Guitarra | 4:47    |  |
| 3.     | "To Fall in Love"         | Tim Maia                              | 3:28    |  |
| 4.     | "Only a Dream"            | Tim Maia                              | 3:12    |  |
| 5.     | "People"                  | Tim Maia / Paulinho Guitarra          | 2,43    |  |

| Lado B         |                             |                                                          |         |  |
| N.º            | Título                      | Compositor(es)                                           | Duração |  |
| 1.             | "Let's Have a Ball Tonight" | Tim Maia / Dom Pi                                        | 6:57    |  |
| 2.             | "I"                         | Tim Maia                                                 | 2:11    |  |
| 3.             | "Day by Day"                | Tim Maia / Dom Pi / Paulinho Guitarra                    | 2:27    |  |
| 4.             | "Vitória Régia"             | Tim Maia / Dom Pi / Paulinho Guitarra / Carlinhos Simões | 5:07    |  |
| Duração total: | Duração total:              | Duração total:                                           | 34:31   |  |

## Créditos
Créditos dados por Nelson Motta.

### Músicos
- Vocal: Tim Maia
- Vocais de apoio: Paulinho Guitarra e Dom Pi
- Guitarra elétrica e violão 12 cordas: Paulinho Guitarra
- Piano elétrico, órgão elétrico e sintetizador: Dom Pi
- Baixo elétrico: Carlinhos Simões
- Bateria, percussão e tumbadora: Tim Maia

### Ficha Técnica
- Direção musical, produção e arranjos: Tim Maia
- Gravação, mixagem e masterização: Estúdios Somil
- Prensagem: Tapecar
- Capa: Valdez Rodrigues
- Layout: Vitor F. Gonçalves
- Foto da capa: Paulinho Guitarra